# Theo Nischwitz
Theodor Nischwitz (né le 27 avril 1913 à Berlin, mort le 14 juillet 1994 à Grünwald) est un technicien des effets spéciaux et directeur de la photographie allemand.

## Biographie
Le fils de Heinrich Lisson entre en contact avec la cinéma par l'intermédiaire de son père lorsqu'il a moins de trois ans et demi lorsqu'il participe au film Glaubensketten.
Il commence sa carrière professionnelle à l'âge de 17 ans. En 1930, Nischwitz commence un apprentissage dans le laboratoire Afifa. L'année suivante, il est repris par le service technique de l'UFA. Bien que pendant toute la décennie il soit presque comme assistant pendant de longues années, Nischwitz présente des trucs de films remarquables et inhabituellement innovants, en particulier dans des productions UFA aussi complexes que F.P.1 antwortet nicht.
Pendant la Seconde Guerre mondiale, il est rappelé du front, où il est correspondant de guerre, pour deux productions militaristes de Karl Ritter. En 1942, il rejoint l’équipe qui fournit les nombreux effets spéciaux du film Les Aventures fantastiques du baron Münchhausen.
En 1948, Nischwitz entre chez Bavaria Film à Munich et devient responsable des effets spéciaux l'année suivante. Après quinze années pour des productions cinématographiques, il commence à travailler pour la télévision en 1963 par la revue de divertissement Lieben Sie Show?. La performance la plus vaste et la plus connue de Nischwitz est les effets spéciaux de la première série de science-fiction allemande Commando spatial.
Son retour au cinéma au début des années 1970 est une coopération avec le réalisateur Hans-Jürgen Syberberg. Nischwitz travaille sur des productions internationales, créées dans les ateliers de Bavaria. En outre, il participe à de grands projets prestigieux.
Par la suite, Nischwitz crée les effets spéciaux pour des téléfilms, tels que l'adaptation des cantates Carmina Burana en 1975, la mise en scène de Hänsel und Gretel par August Everding en 1980.
Theo Nischwitz est marié brièvement à la monteuse Gertrud Hinz. Son dernier beau-père est le compositeur de film Mischa Spoliansky.

## Filmographie
- 1931 : Bombes sur Monte-Carlo
- 1932 : F.P.1 antwortet nicht
- 1933 : Extase
- 1934 : L'Animal d'acier de Willy Zielke
- 1935 : Amphitryon
- 1940 : Stukas
- 1942 : Les Aventures fantastiques du baron Münchhausen
- 1943 : Besatzung Dora
- 1948 : L'Homme à l'étoile changeante
- 1948 : Le Péché originel
- 1948 : Der große Mandarin
- 1949 : Du bist nicht allein
- 1949 : Hallo Fräulein!
- 1949 : Wohin die Züge fahren
- 1949 : Enfants de roi
- 1950 : Petite Maman
- 1950 : Begierde
- 1951 : Les Amants tourmentés
- 1952 : Mon nom est Niki
- 1954 : Ma chanson te suivra
- 1954 : Sauerbruch – Das war mein Leben
- 1957 : Une femme qui sait ce qu'elle veut
- 1959 : Der Engel, der seine Harfe versetzte
- 1959 : À bout de nerfs
- 1959 : La Femme nue et Satan
- 1960 : L'Ombre de l'étoile rouge
- 1960 : Das Spukschloß im Spessart
- 1961 : Le Miracle du père Malachias
- 1962 : Schneewittchen und die sieben Gaukler
- 1963 : Lieben Sie Show? (émission de télévision)
- 1964 : Marika, un super show
- 1966 : Commando spatial (série télévisée)
- 1967 : Le Vampire et le Sang des vierges
- 1972 : Ludwig, requiem pour un roi vierge
- 1973 : Undine 74
- 1974 : Karl May
- 1975 : Carmina burana (TV)
- 1976 : Parole d'homme
- 1977 : L'Ami américain
- 1977 : Hitler, une carrière
- 1977 : Hitler, un film d'Allemagne
- 1977 : Fedora
- 1978 : Wallenstein (série télévisée)
- 1980 : Berlin Alexanderplatz (série télévisée)
- 1980 : La Formule
- 1980 : Hänsel und Gretel (TV)
- 1981 : Das Boot
- 1981 : La Montagne magique
- 1983 : Ediths Tagebuch
- 1984 : Das leise Gift (TV)
- 1983 : Das Gespinst (TV)
- 1984 : Didi und die Rache der Enterbten
- 1985 : Otto – Der Film
- 1987 : Ödipussi (de)
- 1988 : Der Fluch
- 1989 : Un dieu rebelle
- 1990 : Das schreckliche Mädchen
- 1990 : Werner – Beinhart! (de)
- 1990 : Moon 44